# Provident Financial România
Provident Financial România este o companie de credite de consum din România, parte a grupului britanic International Personal Finance (desprins din grupul Provident Financial).
Compania și-a început activitatea în aprilie 2006.
Provident acordă împrumuturi la domiciliu oamenilor care au nevoie rapid de o sumă mică de bani, care este folosită în special pentru a acoperi cheltuielile ocazionate de mici renovări în apartament, evenimente în familie sau cumpărarea de cadouri.
Împrumutul la domiciliu este acordat în termen de 48 de ore de către reprezentanții companiei, care vizitează apoi clientul în fiecare săptămână pentru a încasa ratele.
Cu o tradiție de peste 125 de ani, grupul britanic Provident Financial are aproximativ patru milioane de clienți în toată lumea.
Provident Financial s-a extins în ultimii zece ani în Polonia, Cehia, Ungaria, Slovacia, și Mexic.
Din 1962, compania este cotată la Bursa de Valori din Londra.
În anul 2009, Provident Financial România avea 420 de angajați și 1.800 de reprezentanți indepedenți (persoane fizice autorizate).
În anul 2008, compania a acordat finanțări de 42 milioane euro, de peste trei ori mai mult față de 2007.